# Özge Törer
Özge Törer (Smirne, 16 agosto 1999) è un'attrice turca, nota per aver interpretato il ruolo di Bala Hatun nella serie Kuruluş Osman.

## Biografia
Nata nel 1999 a Smirne (Turchia), Özge Törer ha vissuto a Silivri, in provincia di Istanbul, fino al termine del liceo dopodiché, nell'anno accademico 2017-2018, ha deciso di iscriversi presso il dipartimento di arti dello spettacolo dell'Università Mugla Sıtkı Kocman di Muğla, dove ha ricevuto un premio per il suo ruolo in uno spettacolo teatrale. Dopo aver conseguito la laurea, nel 2019 ha iniziato a recitare sul piccolo schermo dopo essere stata scelta per interpretare il ruolo principale di Bala Hatun nella serie televisiva d'epoca in onda su ATV Kuruluş Osman, accanto all'attore Burak Özçivit. Nel 2021, per quest'ultima serie, ha vinto il premio Crystal Globe Awards e l'Eurasian Consumer Protection Association Award, entrambi come Miglior attrice dell'anno.

## Filmografia

### Televisione
- Kuruluş Osman – serie TV (ATV, dal 2019)

## Riconoscimenti
- Ayaklı Gazete Awards
  - 2024: Vincitrice come Stella nascente dell'anno per la serie Kuruluş Osman[15]
- Crystal Globe Awards
  - 2021: Vincitrice come Miglior attrice dell'anno per la serie Kuruluş Osman[12][13]
- Eurasian Consumer Protection Association Award
  - 2021: Vincitrice come Miglior attrice dell'anno per la serie Kuruluş Osman[14]
- Istanbul University Project Club
  - 2021: Candidata come Miglior coppia televisiva con Burak Özçivit per la serie Kuruluş Osman
- Istanbul University - Cerrahpaşa Theater Group Award Ceremony
  - 2024: Vincitrice come Miglior attrice in una serie televisiva per Kuruluş Osman
- Turkey Youth Awards
  - 2020: Candidata come Miglior attrice televisiva per la serie Kuruluş Osman
  - 2023: Candidata come Miglior coppia televisiva con Burak Özçivit per la serie Kuruluş Osman